# Ranitomeya
Ranitomeya (лат.) — род бесхвостых земноводных из семейства древолазов, обитающих в бассейне Амазонки.

## Описание
Мелкие ярко окрашеные лягушки длиной тела менее 21 мм. Спина может быть с равномерно окрасшеной или иметь рисунок из ярко-желтых, красных или зеленых пятнен или полос. Развитие головастиков происходит в фитотельматах бромелиевых.

## Классификация
На февраль 2023 года в род включают 16 видов:
- Ranitomeya amazonica (Schulte, 1999)
- Ranitomeya benedicta Brown et al., 2008
- Ranitomeya cyanovittata Pérez-Peña et al., 2010
- Ranitomeya defleri Twomey & Brown, 2009
- Ranitomeya fantastica (Boulenger, 1884) — Фантастический древолаз
- Ranitomeya flavovittata (Schulte, 1999)
- Ranitomeya imitator (Schulte, 1986)
- Ranitomeya reticulata (Boulenger, 1884) — Сетчатый древолаз
- Ranitomeya sirensis (Aichinger, 1991)
- Ranitomeya summersi Brown et al., 2008
- Ranitomeya toraro Brown, Caldwell et al., 2011
- Ranitomeya uakarii (Brown, Schulte, & Summers, 2006)
- Ranitomeya vanzolinii (Myers, 1982) — Сетчатолапый древолаз
- Ranitomeya variabilis (Zimmermann & Zimmermann, 1988)
- Ranitomeya ventrimaculata (Shreve, 1935)
- Ranitomeya yavaricola Pérez-Peña et al., 2010